# HMS M4
Lo HMS M4 è stato un sottomarino della Royal Navy britannica, appartenente alla seconda serie della classe M. Varato nel 1919, non fu mai completato e venne venduto per la demolizione nel 1921

## Storia
Nell'agosto 1915 l'ammiraglio John Fisher, Primo lord del mare, prospettò la costruzione di una "corazzata sommergibile" armata con un cannone di grosso calibro in aggiunta al normale armamento di siluri. Fisher segnalò che una corazzata sommergibile avrebbe trasportato molti più proiettili da 850 libbre rispetto ai siluri. Il mese successivo il Comitato per lo Sviluppo dei Sommergibili, istituito nel maggio 1915 per definire la futura politica nella costruzione dei sommergibili britannici, si riunì per analizzare la proposta dell'ammiraglio. Sebbene non ci fosse alcun accordo sulla funzione e sull'utilizzo di una simile unità navale, il Comitato decise che il Direttore delle Costruzioni Navali avrebbe dovuto preparare il progetto per  due tipi di questi sommergibili, uno armato di un cannone di grosso calibro a bassa velocità iniziale e un altro armato di un cannone di calibro minore  ad elevata velocità iniziale. Al capitano di vascello Sidney Stewart Hall, comandante dei sommergibili, fu ordinato di trovare delle giustificazioni la costruzione di sommergibili di questo modello. Hall presentò un certo numero di argomenti in favore della costruzione di sommergibili aventi un cannone come armamento principale, data anche la scarsa qualità dei siluri britannici allora in uso.  Il Comitato per lo Sviluppo dei Sommergibili decise per la costruzione di sommergibili monitori armati con cannone di grosso calibro. La Royal Navy, convinta dell’inutilità dei sommergibili monitori da impiegare nel Mare del Nord e non potendo annullare le decisioni dell’ammiraglio Fisher, scelse per armare le nuove unità il cannone Vickers Mk IX 50t BL da 305 mm, di modello superato, ma presente negli arsenali britannici con pezzi di rispetto e molte munizioni, destinati inevitabilmente alla demolizione. Tale decisione sul tipo di armamento abbassò di molto il costo previsto per le nuove unità. Fu deciso di realizzare quattro sommergibili monitori al posto di quattro sommergibili classe K, battelli con propulsione a vapore, la cui costruzione era già stata finanziata. La realizzazione delle quattro unità fu portata avanti con bassa priorità, e uno solo dei sommergibili monitori, lo M1  entrò in servizio prima della fine della Grande Guerra. Il cannone da 305/40 aveva una elevazione di 20°, una depressione di -5°, un brandeggio di 15° e poteva sparare 90 secondi dopo che l'unità era emersa in superficie.
Il sottomarino M4 apparteneva, insieme allo M3 alla seconda serie della classe M caratterizzata dalla lunghezza aumentata a 93,19 m anziché di 90,1 m, al fine di consentire l'installazione di 4 tubi lanciasiluri prodieri da 533 mm invece che da 457 mm. L'unità fu impostata presso il cantiere navale Armstrong Whitworth di Elswick nel dicembre 1916, e varata incompleta il 20 luglio 1919 al fine di liberare lo scalo. Non fu mai portata a termine e, acquistata dal cantiere navale che l'aveva costruita, venne venduta da esso per demolizione il 30 novembre 1921.

### Annotazioni
1. ↑  Progettato dalla ditta Vickers alla fine degli anni Novanta del XIX secolo era stato installato sulle navi da battaglia delle classi Formidable, London, Duncan e King Edward VII.

### Fonti
1. 1 2 3 4 5  Gardiner 1985, p. 92.
2. ↑  RN Subs.
3. 1 2 3 4 5  Turrini 2011, p. 23.
4. 1 2 3  Turrini 2011, p. 24.
5. ↑  Turrini 2011, p. 25.
6. 1 2 3 4  Turrini 2011, p. 26.
7. 1 2  Turrini 2011, p. 27.